# Queilén Airport
Queilén Airport är en flygplats i Chile.   Den ligger i provinsen Provincia de Chiloé och regionen Región de Los Lagos, i den södra delen av landet, 1 100 km söder om huvudstaden Santiago de Chile. Queilén Airport ligger 5 meter över havet.
Terrängen runt Queilén Airport är varierad. Havet är nära Queilén Airport åt sydost. Trakten är glest befolkad. 